# Montichiari
Montichiari est une commune italienne de la province de Brescia dans la région Lombardie en Italie.

## Histoire
- Bataille de Montichiari (1373)
- Bataille de Montichiari (1420)

L’aérodrome de Montichiari accueille, le 9 septembre 1909, le premier meeting aérien organisé hors de France.

## Culture
- La Basilique de Montichiari de style baroque.

## Sport
Son vélodrome, inauguré le 23 mai 2009, est un des principaux du Nord de l'Italie.
- Championnats du monde de cyclisme sur piste juniors 2010
- Montigarda Basket
- Voluntas Montichiari

## Administration
| Période                                  | Période | Identité       | Étiquette | Qualité |
| ---------------------------------------- | ------- | -------------- | --------- | ------- |
| 2014                                     | Actuel  | Mario Fraccaro | PD        |         |
| Les données manquantes sont à compléter. |         |                |           |         |

### Frazione
Vighizzolo, Novagli Mattino, Novagli Sera, Chiarini, Ro, Sant Antonio

### Communes limitrophes
Calcinato, Calvisano, Carpenedolo, Castenedolo, Castiglione delle Stiviere, Ghedi

## Personnalités
- Benedetto Castiglia (1811-1877), homme politique et intellectuel, y est mort.
- Giovanni Treccani (1877-1961), éditeur de l’encyclopédie du même nom, y est né ; à Montichiari la Bibliothèque Giovanni Treccani degli Alfieri a été nommée en son honneur[3].
- Aldo Busi (25 février 1948), écrivain et traducteur.

## Galerie de photos

Basilique de Montichiari.